# 矩阵运算处理器
矩阵运算处理器是通过硬件来进行矩阵运算的芯片。
浮点运算器使计算机的性能大大提高。随着计算机应用领域的发展，矩阵运算的需求越来越大。比如，三维图形处理、数学研究等。现阶段矩阵运算都是由软件实现，如Matlab等数学软件。矩阵运算器一旦普及，将使计算机的矩阵运算性能得到几何级数的提高。
相关信息：
- 整数运算器
- 浮点运算器
- IEEE